# آق‌تپه، منگن
آق‌تپه، منگن (به لاتین: Aktepe, Mengen) یک منطقهٔ مسکونی در ترکیه است که در استان بولی واقع شده‌است.

## خصوصیات
اکتپ ۷۹ نفر جمعیت دارد.